# Nekrolog 1962
Nekrolog
◄◄
| ◄
| 1958
| 1959
| 1960
| 1961
| 1962 | 1963 | 1964 | 1965 | 1966 | ► | ►►
1. Quartal |
2. Quartal |
3. Quartal |
4. Quartal 
Weitere Ereignisse | Allgemeiner Nekrolog 1962
Die Beschreibung der verstorbenen Person sollte so kurz wie möglich gehalten sein und nur deren signifikante Tätigkeit(en) enthalten.
Neue Namen ggf. auch unter dem Geburts- und Sterbedatum, also etwa unter 1. Januar und im Geburts- und Sterbejahr (2024) eintragen (nur bei entsprechender großer Wichtigkeit). Für Beispiele siehe die schon vorhandenen Artikel.
Außerdem über die fünf zuletzt Verstorbenen, zu denen es einen ausreichend guten Artikel für eine Präsentation auf der Hauptseite gibt, nach der todesbedingten Überarbeitung der Artikel ggf. auch unter Wikipedia Diskussion:Hauptseite informieren und sie am besten auch in den anderen Wikipedia-Sprachversionen eintragen. Tipp: Regelmäßig bei news.google.de nach „ist tot“, „gestorben“ oder „verstorben“ suchen.
Wenn eine Person gestorben ist, gibt es viele Seiten zu dieser Person in der Wikipedia, die davon auch betroffen sind und entsprechend aktualisiert werden müssen. Beispiele: Namenübersichtsseite, Geburtsjahr, Geburtsort-Seiten und viele mehr.
Wie finde ich die betroffenen Seiten?
Im Suchfeld auf der linken Seite gibt man den Suchbegriff so ein: „Vorname Nachname“. Dann klickt man auf Volltext und alle Seiten mit entsprechendem Suchtext werden aufgerufen. Hier sieht man dann schnell, wo auch das Todesjahr Sinn macht oder sogar ein Teil des Artikels angepasst werden muss. Auch hilft das „Werkzeug“ auf der linken Seite sehr gut, um solche Seiten aufzufinden: „Links auf diese Seite“. Somit ist die Wikipedia wieder aktuell in allen Bereichen! Hinweis: bei Eintragung der Kategorie „Gestorben JAHR“ wird der Missbrauchsfilter 49 ausgelöst, was jedoch nicht schlimm ist. Siehe: Spezial:Missbrauchsfilter/49
Dies ist eine Liste von im Jahr 1962 verstorbenen bekannten Persönlichkeiten. Die Einträge erfolgen innerhalb der einzelnen Daten alphabetisch sortiert. Tiere sind im Nekrolog für Tiere zu finden.
Die Liste ist nach Quartalen aufgeteilt:
- Nekrolog 1. Quartal 1962: Januar, Februar und März
- Nekrolog 2. Quartal 1962: April, Mai und Juni
- Nekrolog 3. Quartal 1962: Juli, August und September
- Nekrolog 4. Quartal 1962: Oktober, November und Dezember

## Datum unbekannt
| Astrid Ahnfelt                     | schwedische Schriftstellerin                                                   |  |
| Kurt Albrecht                      | Richter des Volksgerichtshofes                                                 |  |
| Richard Bauer                      | deutscher Ingenieur und Flugzeugkonstrukteur                                   |  |
| Paul Beinert                       | deutscher Opernsänger (Tenor)                                                  |  |
| Robert Beinlich                    | österreichischer Fußballschiedsrichter                                         |  |
| Cornelie Benndorf-Much             | österreichische Anglistin, Turnpädagogin und Gymnasialdirektorin               |  |
| Abdallah Beyhum                    | Politiker des Großlibanon                                                      |  |
| Leonhard Bobinger                  | deutscher römisch-katholischer Geistlicher                                     |  |
| Humberto Bogaert                   | dominikanischer Politiker, Staatspräsident der Dominikanischen Republik        |  |
| Hans-Jürgen von Bornstedt          | deutscher Jurist, Staatsbeamter und Politiker                                  |  |
| Heinrich Brandes                   | Oberst der Nationalen Volksarmee der DDR                                       |  |
| Max Brockert                       | deutscher Architekt                                                            |  |
| Clemens Cammerer                   | deutscher Verwaltungsjurist                                                    |  |
| Ghulam Siddiq Charkhi              | afghanischer Diplomat und Politiker                                            |  |
| Iosif Chișinevschi                 | rumänischer Politiker                                                          |  |
| Henri Contenet                     | französischer Radrennfahrer                                                    |  |
| Matthias Corr                      | deutscher Bildhauer                                                            |  |
| David J. Dallin                    | russischer Politiker, Publizist                                                |  |
| Beryl de Zoete                     | englische Balletttänzerin, Orientalistin, sowie Tanzkritikerin und -forscherin |  |
| Walter Dietze                      | deutscher Verleger und Buchhändler                                             |  |
| Pere Domènech i Roura              | spanischer Architekt des katalanischen Modernismus                             |  |
| Antal Dovcsák                      | ungarischer sozialistischer Politiker                                          |  |
| Henry Dunker                       | schwedischer Unternehmer und Philanthrop                                       |  |
| Anna Elisabeth Fehrs               | deutsche Komponistin und Klavierlehrerin                                       |  |
| Benjamin Fein                      | US-amerikanischer Mobster                                                      |  |
| Hermann Freyberg                   | deutscher Schriftsteller und Filmdirektor                                      |  |
| Leopold Friedrich                  | österreichischer Gewichtheber                                                  |  |
| Rupert Fuchs                       | Landschaftsfotograf des westlichen Erzgebirges                                 |  |
| Fraser Gange                       | US-amerikanischer Sänger und Musikpädagoge schottischer Herkunft               |  |
| Edmond Gaujac                      | französischer Komponist und Musikpädagoge                                      |  |
| Georg Gerlach                      | österreichischer Maler                                                         |  |
| Louis-Jules Gernet                 | Altphilologe                                                                   |  |
| Alexander Grigorjewitsch Goichbarg | russischer Hochschullehrer, Professor für Zivilrecht                           |  |
| Thorold Gosset                     | britischer Mathematiker und Jurist                                             |  |
| Paul Götz                          | deutscher Astronom                                                             |  |
| Kurt Hängekorb                     | deutscher Arbeiterdichter                                                      |  |
| Helge Harder                       | dänischer Bahnradsportler                                                      |  |
| Michael Hardt                      | deutscher Heimatforscher und Chronist                                          |  |
| Anton Haselmayer                   | deutscher NSDAP-Gauleiter                                                      |  |
| Youssef Howayek                    | libanesischer Schriftsteller, Maler und Bildhauer                              |  |
| Marcus Ites                        | deutscher evangelischer Pädagoge, Publizist und Historiker                     |  |
| Wilhelm Jacobi                     | deutscher Oberbürgermeister und Oberstadtdirektor                              |  |
| Georg Judersleben                  | deutscher Maler                                                                |  |
| Julius Kane                        | ungarisch-australischer Bildhauer                                              |  |
| Josef Karst                        | deutscher Orientalist und Armenologe                                           |  |
| Erich Kiefer                       | deutscher Ingenieur und Unternehmer                                            |  |
| Nikola Kirov-Majski                | makedonisch-bulgarischer Lehrer, Revolutionär und Schriftsteller               |  |
| Werner Kius                        | deutscher Opernsänger (≈74)                                                    |  |
| Albert Klein                       | deutscher Unternehmer                                                          |  |
| Fritz Kreß                         | deutscher Zimmerer und Fachbuchautor                                           |  |
| Félix Chemla Lamèch                | französischer Meteorologe und Selenograph                                      |  |
| Alfred Loeser                      | deutsch-britischer Arzt                                                        |  |
| David Lockhart Robertson Lorimer   | britischer Militär, Verwaltungsbeamter und Linguist                            |  |
| Meriel Lucas                       | englische Badmintonspielerin                                                   |  |
| Arthur Luck                        | deutscher Gewerkschaftsfunktionär                                              |  |
| Majima Rikō                        | japanischer Chemiker                                                           |  |
| Domenico Mastroianni               | italienischer Bildhauer und Maler                                              |  |
| Hans Mauer                         | österreichischer Bildhauer                                                     |  |
| Erhard Mayke                       | deutscher Eisschnellläufer                                                     |  |
| Odette Micheli                     | Schweizer Schriftstellerin und Rotkreuz-Funktionärin                           |  |
| Vilhelm Milthers                   | dänischer Geologe                                                              |  |
| César Miranda                      | uruguayischer Politiker und Schriftsteller                                     |  |
| William Mole                       | britischer Schriftsteller                                                      |  |
| Franz Mörth                        | Architekt                                                                      |  |
| Philip Bouverie Bowyer Nichols     | britischer Botschafter                                                         |  |
| Dominique Odry                     | französischer Divisionsgeneral und Oberkommissar des Memellandes               |  |
| Arthur Pfeifer                     | deutscher Architekt                                                            |  |
| Wolfgang Pohl                      | deutscher Beamter und Manager                                                  |  |
| Ecka Possekel-Oelsner              | deutsche Malerin                                                               |  |
| Thomas Read                        | US-amerikanischer Politiker                                                    |  |
| Emil Regnard                       | österreichischer Fußballspieler                                                |  |
| Carl Reh                           | Gründer des Weinhandelsunternehmens Reh Kendermann                             |  |
| Lou Reichers                       | US-amerikanischer Pilot                                                        |  |
| Ludwig Renner                      | deutscher Lehrer                                                               |  |
| Albrecht Rösch                     | deutscher Geodät und Ministerialbeamter                                        |  |
| Natalja Alexandrowna Rosenel       | sowjetische Schauspielerin                                                     |  |
| Else von Ruttersheim               | österreichische Schauspielerin                                                 |  |
| Salvatore Sabella                  | sizilianisch-US-amerikanischer Mobster                                         |  |
| Reuben H. Sawyer                   | US-amerikanischer Geistlicher                                                  |  |
| Walter Schmidt                     | deutscher SA-Führer, Oberbürgermeister von Chemnitz                            |  |
| Hans Schmotzer                     | deutscher Unternehmer und Bürgermeister                                        |  |
| Heinrich Schnitzler                | deutscher Polizeibeamter                                                       |  |
| Hanna Schulte                      | deutsche Politikerin, MdL                                                      |  |
| Arnold Samuel Shapiro              | US-amerikanischer Mathematiker                                                 |  |
| Timothy A. Smiddy                  | irischer Ökonom und Diplomat                                                   |  |
| Hartland Snyder                    | US-amerikanischer Physiker                                                     |  |
| Gertrud Spalke                     | deutsche Schauspielerin sowie Hörspiel- und Synchronsprecherin                 |  |
| Jan Jurjewitsch Sparre             | sowjetischer Gewichtheber                                                      |  |
| Lloyd William Stephenson           | US-amerikanischer Paläontologe und Geologe                                     |  |
| Rudolf Stern                       | deutscher Arzt                                                                 |  |
| George Stewart Symes               | britischer Offizier und Kolonialgouverneur                                     |  |
| Kurt Tessmann                      | deutscher Maler und Illustrator von Kinderbüchern der 1950er und 1960er Jahre  |  |
| Ioannis Threpsiadis                | griechischer Klassischer Archäologe                                            |  |
| E. M. W. Tillyard                  | britischer Literaturwissenschaftler und Hochschullehrer                        |  |
| Peter Valentin                     | Bildhauer                                                                      |  |
| Erich Voigt                        | deutscher Widerstandskämpfer und Staatsfunktionär                              |  |
| Arthur Weber                       | deutscher Unternehmer                                                          |  |
| Wichit Wichitwathakan              | thailändischer Diplomat, Politiker und Schriftsteller                          |  |
| Ruth Willis                        | US-amerikanische Blues-Sängerin                                                |  |
| Fritz Woike                        | deutscher Dichter                                                              |  |
| Toni Zeller                        | deutscher Skilangläufer und Skispringer                                        |  |
| Max Zimmermann                     | deutscher Architekt                                                            |  |